# Notiphila furcata
Notiphila furcata är en tvåvingeart som först beskrevs av Daniel William Coquillett 1902.  Notiphila furcata ingår i släktet Notiphila och familjen vattenflugor. Inga underarter finns listade i Catalogue of Life.